# Ines Bibernell
Ines Bibernell, po mężu Obst (ur. 21 lipca 1965 w Querfurcie) – niemiecka lekkoatletka, biegaczka średnio- i biegaczka długodystansowa, złota medalistka halowych mistrzostw Europy. W czasie swojej kariery startowała w barwach Niemieckiej Republiki Demokratycznej.

## Kariera sportowa
Zajęła 2. miejsce w biegu na 10 000 metrów w finale A pucharu Europy w 1985 w Moskwie. Zajęła 4. miejsce na tym dystansie w zawodach pucharu świata w 1985 w Canberze.
Zwyciężyła w biegu na 3000 metrów na halowych mistrzostwach Europy w 1986 w Madrycie, wyprzedzając Yvonne Murray z Wielkiej Brytanii i Reginę Čistiakovą ze Związku Radzieckiego.
Bibernell była mistrzynią NRD w biegu na 1500 metrów w 1986, w biegu na 3000 metrów w 1985 i 1986 oraz w biegu na 10 000 metrów w 1985, a także była brązową medalsitką na tym ostatnim dystansie w 1986. W hali była mistrzynią swego kraju w biegu na 1500 metrów w 1986 oraz wicemistrzynią w 1985 i brązową medalistką w 1984, a także mistrzynią w biegu na 3000 metrów w latach 1985–1987 i wicemistrzynią w 1984.

## Rekordy życiowe
Iris Bibernell miała następujące rekordy życiowe:
- bieg na 1500 metrów – 4:05,64 (28 czerwca 1986, Poczdam)
- bieg na 3000 metrów – 8:49,80 (27 czerwca 1986, Jena)
- bieg na 5000 metrów – 15:27,05 (3 lipca 1986, Drezno)
- bieg na 10 000 metrów – 32:32,28 (1 czerwca 1986, Erfurt)